# 无齿鸢尾兰
无齿鸢尾兰（学名：Oberonia delicata）为兰科鸢尾兰属下的一个种。

## 扩展阅读
- 維基物種上的相關：无齿鸢尾兰